# UEFA Europa League 2020-2021 (fase a gironi)
La fase a gironi della UEFA Europa League 2020-2021 si è disputata tra il 22 ottobre e il 10 dicembre 2020. Hanno partecipato a questa fase della competizione 48 club: 24 di essi si sono qualificati alla successiva fase a eliminazione diretta, che condurrà alla finale di Danzica del 26 maggio 2021.

## Date
| Fase          | Sorteggio                             | Turno            | Data             |
| ------------- | ------------------------------------- | ---------------- | ---------------- |
| Fase a gironi | 2 ottobre 2020, ore 13:00 CEST (Nyon) | Prima giornata   | 22 ottobre 2020  |
| Fase a gironi | 2 ottobre 2020, ore 13:00 CEST (Nyon) | Seconda giornata | 29 ottobre 2020  |
| Fase a gironi | 2 ottobre 2020, ore 13:00 CEST (Nyon) | Terza giornata   | 5 novembre 2020  |
| Fase a gironi | 2 ottobre 2020, ore 13:00 CEST (Nyon) | Quarta giornata  | 26 novembre 2020 |
| Fase a gironi | 2 ottobre 2020, ore 13:00 CEST (Nyon) | Quinta giornata  | 3 dicembre 2020  |
| Fase a gironi | 2 ottobre 2020, ore 13:00 CEST (Nyon) | Sesta giornata   | 10 dicembre 2020 |

## Squadre
| Legenda                                                                       |
| ----------------------------------------------------------------------------- |
| I club primi e secondi classificati avanzano alla fase a eliminazione diretta |
| I club terzi e quarti classificati sono eliminati                             |

| Squadre          | Coeff  |
| Urna 1           | Urna 1 |
| ---------------- | ------ |
| Arsenal          | 91.000 |
| Tottenham        | 85.000 |
| Roma             | 80.000 |
| Napoli           | 77.000 |
| Benfica          | 70.000 |
| Bayer Leverkusen | 61.000 |
| Villarreal       | 56.000 |
| CSKA Mosca       | 44.000 |
| Braga            | 41.000 |
| Gent             | 39.500 |
| PSV              | 37.000 |
| Celtic           | 34.000 |

| Squadre         | Coeff  |
| Urna 2          | Urna 2 |
| --------------- | ------ |
| Dinamo Zagabria | 33.500 |
| Sparta Praga    | 30.500 |
| Slavia Praga    | 27.500 |
| Ludogorec       | 26.000 |
| Young Boys      | 25.500 |
| Stella Rossa    | 22.750 |
| Rapid Vienna    | 22.000 |
| Leicester City  | 22.000 |
| PAOK            | 21.000 |
| Qarabağ         | 21.000 |
| Standard Liegi  | 20.500 |
| Real Sociedad   | 20.456 |

| Squadre            | Coeff  |
| Urna 3             | Urna 3 |
| ------------------ | ------ |
| Granada            | 20.456 |
| Milan              | 19.000 |
| AZ Alkmaar         | 18.500 |
| Feyenoord          | 17.000 |
| Maccabi Tel Aviv   | 16.500 |
| AEK Atene          | 16.500 |
| Rangers            | 16.250 |
| Molde              | 15.000 |
| Hoffenheim         | 14.956 |
| Hapoel Be'er Sheva | 14.000 |
| LASK               | 14.000 |
| CFR Cluj           | 12.500 |

| Squadre        | Coeff  |
| Urna 4         | Urna 4 |
| -------------- | ------ |
| Zorja          | 12.500 |
| Nizza          | 11.849 |
| Lilla          | 11.849 |
| Rijeka         | 11.000 |
| Dundalk        | 8.500  |
| Slovan Liberec | 8.000  |
| Anversa        | 7.580  |
| Lech Poznań    | 7.000  |
| Sivasspor      | 6.720  |
| Wolfsberger    | 6.585  |
| Omonia         | 5.350  |
| CSKA Sofia     | 4.000  |

## Sorteggio
| Gruppo | 1ª fascia        | 2ª fascia       | 3ª fascia          | 4ª fascia      |
| ------ | ---------------- | --------------- | ------------------ | -------------- |
| A      | Roma             | Young Boys      | CFR Cluj           | CSKA Sofia     |
| B      | Arsenal          | Rapid Vienna    | Molde              | Dundalk        |
| C      | Bayer Leverkusen | Slavia Praga    | Hapoel Be'er Sheva | Nizza          |
| D      | Benfica          | Standard Liegi  | Rangers            | Lech Poznań    |
| E      | PSV              | PAOK            | Granada            | Omonia         |
| F      | Napoli           | Real Sociedad   | AZ Alkmaar         | Rijeka         |
| G      | Braga            | Leicester City  | AEK Atene          | Zorja          |
| H      | Celtic           | Sparta Praga    | Milan              | Lilla          |
| I      | Villarreal       | Qarabağ         | Maccabi Tel Aviv   | Sivasspor      |
| J      | Tottenham        | Ludogorec       | LASK               | Anversa        |
| K      | CSKA Mosca       | Dinamo Zagabria | Feyenoord          | Wolfsberger    |
| L      | Gent             | Stella Rossa    | Hoffenheim         | Slovan Liberec |

## Risultati

### Gruppo A
| Squadra    | Pt | G | V | N | P | GF | GS | DG |
| ---------- | -- | - | - | - | - | -- | -- | -- |
| Roma       | 13 | 6 | 4 | 1 | 1 | 13 | 5  | +8 |
| Young Boys | 10 | 6 | 3 | 1 | 2 | 9  | 7  | +2 |
| CFR Cluj   | 5  | 6 | 1 | 2 | 3 | 4  | 10 | -6 |
| CSKA Sofia | 5  | 6 | 1 | 2 | 3 | 3  | 7  | -4 |

| Arbitro: | Carlos del Cerro Grande |

|                  |           |                              |
| Nsame 14’ (rig.) | Marcatori | 69’ Bruno Peres 74’ Kumbulla |

| Arbitro: | Halil Umut Meler |

|  |           |                            |
|  | Marcatori | 53’ Rondón 74’ (rig.) Deac |

| Roma 29 ottobre 2020, ore 21:00 CET 2ª giornata | Roma               | 0 – 0 referto | CSKA Sofia | Stadio Olimpico (0 spett.)\| Arbitro: \| Aljaksej Kul'bakoŭ \| |
| Arbitro:                                        | Aljaksej Kul'bakoŭ |               |            |                                                                |

| Arbitro: | Glenn Nyberg |

|            |           |               |
| Rondón 62’ | Marcatori | 69’ Fassnacht |

| Arbitro: | Matej Jug |

|                                                     |           |  |
| Mxit'aryan 2’ Ibañez 24’ Mayoral 34’, 84’ Pedro 89’ | Marcatori |  |

| Arbitro: | Lawrence Visser |

|                                |           |  |
| Mambimbi 2’, 32’ Sulejmani 18’ | Marcatori |  |

| Arbitro: | Fábio Veríssimo |

|  |           |           |
|  | Marcatori | 34’ Nsame |

| Arbitro: | Harald Lechner |

|  |           |                                         |
|  | Marcatori | 49’ (aut.) Debeljuh 67’ (rig.) Veretout |

| Arbitro: | Fran Jović |

|                                     |           |           |
| Mayoral 44’ Calafiori 59’ Džeko 81’ | Marcatori | 34’ Nsame |

| Cluj-Napoca 3 dicembre 2020, ore 21:00 CET 5ª giornata | CFR Cluj       | 0 – 0 referto | CSKA Sofia | Stadio Constantin Rădulescu (0 spett.)\| Arbitro: \| Amaury Delerue \| |
| Arbitro:                                               | Amaury Delerue |               |            |                                                                        |

| Arbitro: | Benoît Bastien |

|                                  |           |              |
| Nsame 90+3’ (rig.) Gaudino 90+6’ | Marcatori | 84’ Debeljuh |

| Arbitro: | Irfan Peljto |

|                            |           |              |
| Rodrigues 5’ Sowe 34’, 55’ | Marcatori | 22’ Milanese |

### Gruppo B
| Squadra      | Pt | G | V | N | P | GF | GS | DG  |
| ------------ | -- | - | - | - | - | -- | -- | --- |
| Arsenal      | 18 | 6 | 6 | 0 | 0 | 20 | 5  | +15 |
| Molde        | 10 | 6 | 3 | 1 | 2 | 9  | 11 | -2  |
| Rapid Vienna | 7  | 6 | 2 | 1 | 3 | 11 | 13 | -2  |
| Dundalk      | 0  | 6 | 0 | 0 | 6 | 8  | 19 | -11 |

| Arbitro: | Petri Viljanen |

|            |           |                                   |
| Murray 35’ | Marcatori | 62’ Hussain 72’ (rig.) Omoijuanfo |

| Arbitro: | Pavel Královec |

|             |           |                               |
| Fountas 51’ | Marcatori | 70’ David Luiz 74’ Aubameyang |

| Arbitro: | Filip Glova |

|                                  |           |  |
| Nketiah 42’ Willock 44’ Pépé 46’ | Marcatori |  |

| Arbitro: | Petr Ardeleanu |

|                |           |  |
| Omoijuanfo 65’ | Marcatori |  |

| Arbitro: | Trustin Farrugia Cann |

|                                              |           |                                            |
| Ljubicic 22’ Arase 79’ Hofmann 87’ Demir 90’ | Marcatori | 7’ Hoban 82’ (rig.), 90+6’ (rig.) McMillan |

| Arbitro: | Halil Umut Meler |

|                                                            |           |               |
| Haugen 45+1’ (aut.) Sinyan 62’ (aut.) Pépé 69’ Willock 88’ | Marcatori | 22’ Ellingsen |

| Arbitro: | Irfan Peljto |

|  |           |                                 |
|  | Marcatori | 50’ Pépé 55’ Nelson 83’ Balogun |

| Arbitro: | Tamás Bognar |

|                    |           |                               |
| Shields 63’ (rig.) | Marcatori | 11’ Knasmüllner 37’, 58’ Kara |

| Arbitro: | Radu Petrescu |

|                                             |           |              |
| Lacazette 10’ Marí 18’ Nketiah 44’ Rowe 66’ | Marcatori | 47’ Kitagawa |

| Arbitro: | Daniel Siebert |

|                                         |           |              |
| Eikrem 30’ Omoijuanfo 41’ Ellingsen 67’ | Marcatori | 90+4’ Flores |

| Arbitro: | Ivan Bebek |

|                      |           |                                                |
| Flores 22’ Hoare 85’ | Marcatori | 12’ Nketiah 18’ Elneny 67’ Willock 80’ Balogun |

| Arbitro: | Marco Guida |

|                               |           |                 |
| Ritzmaier 43’ Ibrahimoglu 90’ | Marcatori | 12’, 46’ Eikrem |

### Gruppo C
| Squadra            | Pt | G | V | N | P | GF | GS | DG  |
| ------------------ | -- | - | - | - | - | -- | -- | --- |
| Bayer Leverkusen   | 15 | 6 | 5 | 0 | 1 | 21 | 8  | +13 |
| Slavia Praga       | 12 | 6 | 4 | 0 | 2 | 11 | 10 | +1  |
| Hapoel Be'er Sheva | 6  | 6 | 2 | 0 | 4 | 7  | 13 | -6  |
| Nizza              | 3  | 6 | 1 | 0 | 5 | 8  | 16 | -8  |

| Arbitro: | Fran Jović |

|                                                             |           |                               |
| Amiri 11’ Alario 16’ Diaby 61’ Bellarabi 79’, 83’ Wirtz 87’ | Marcatori | 31’ Gouiri 90’ Claude-Maurice |

| Arbitro: | Lawrence Visser |

|                               |           |            |
| Agudelo 45’ Acolatse 86’, 88’ | Marcatori | 75’ Provod |

| Arbitro: | William Collum |

|              |           |  |
| Olayinka 80’ | Marcatori |  |

| Arbitro: | Chris Kavanagh |

|            |           |  |
| Gouiri 23’ | Marcatori |  |

| Arbitro: | Jakob Kehlet |

|                          |           |                        |
| Kuchta 16’, 71’ Sima 43’ | Marcatori | 33’ Gouiri 90+3’ Ndoye |

| Arbitro: | Radu Petrescu |

|                   |           |                                           |
| Acolatse 11’, 25’ | Marcatori | 5’, 75’ Bailey 39’ (aut.) Dadia 88’ Wirtz |

| Arbitro: | Paweł Gil |

|                                               |           |            |
| Schick 29’ Bailey 48’ Demirbay 76’ Alario 80’ | Marcatori | 58’ Shviro |

| Arbitro: | Glenn Nyberg |

|            |           |                                 |
| Gouiri 61’ | Marcatori | 15’ Lingr 64’ Olayinka 75’ Sima |

| Arbitro: | Tamás Bognár |

|                                       |           |  |
| Sima 31’ Stanciu 36’ Twito 85’ (aut.) | Marcatori |  |

| Arbitro: | Maurizio Mariani |

|                      |           |                                           |
| Kamara 26’ Ndoye 47’ | Marcatori | 22’ Diaby 32’ Dragović 51’ Baumgartlinger |

| Arbitro: | Anastasios Sidīropoulos |

|                                          |           |  |
| Bailey 8’, 32’ Diaby 59’ Bellarabi 90+1’ | Marcatori |  |

| Arbitro: | Kristo Tohver |

|            |           |  |
| Hatuel 72’ | Marcatori |  |

### Gruppo D
| Squadra        | Pt | G | V | N | P | GF | GS | DG |
| -------------- | -- | - | - | - | - | -- | -- | -- |
| Rangers        | 14 | 6 | 4 | 2 | 0 | 13 | 7  | +6 |
| Benfica        | 12 | 6 | 3 | 3 | 0 | 18 | 9  | +9 |
| Standard Liegi | 4  | 6 | 1 | 1 | 4 | 7  | 14 | -7 |
| Lech Poznań    | 3  | 6 | 1 | 0 | 5 | 6  | 14 | -8 |

| Arbitro: | Jakob Kehlet |

|  |           |                                  |
|  | Marcatori | 19’ (rig.) Tavernier 90+3’ Roofe |

| Arbitro: | Nikola Dabanović |

|                |           |                                       |
| Ishak 15’, 48’ | Marcatori | 9’ (rig.) Pizzi 42’, 60’, 90+3’ Núñez |

| Arbitro: | François Letexier |

|                                              |           |  |
| Pizzi 49’ (rig.), 76’ Waldschmidt 66’ (rig.) | Marcatori |  |

| Arbitro: | Kristo Tohver |

|             |           |  |
| Morelos 68’ | Marcatori |  |

| Arbitro: | Jesús Gil Manzano |

|                                              |           |                                             |
| Goldson 2’ (aut.) Rafa Silva 77’ Núñez 90+1’ | Marcatori | 24’ (aut.) Gonçalves 25’ Kamara 51’ Morelos |

| Arbitro: | Manuel Schüttengruber |

|                           |           |               |
| Skóraś 14’ Ishak 22’, 48’ | Marcatori | 29’ Lestienne |

| Arbitro: | Petr Ardeleanu |

|                          |           |           |
| Tapsoba 63’ Laïfīs 90+4’ | Marcatori | 61’ Ishak |

| Arbitro: | Radu Petrescu |

|                      |           |                                |
| Arfield 7’ Roofe 69’ | Marcatori | 78’ (aut.) Tavernier 81’ Pizzi |

| Arbitro: | Srđan Jovanović |

|                                              |           |  |
| Vertonghen 36’ Núñez 57’ Pizzi 58’ Weigl 89’ | Marcatori |  |

| Arbitro: | Bojan Pandžić |

|                                                |           |                      |
| Goldson 39’ Tavernier 45+1’ (rig.) Arfield 63’ | Marcatori | 6’ Lestienne 41’ Čop |

| Arbitro: | Aljaksej Kul'bakoŭ |

|                        |           |                              |
| Raskin 12’ Tapsoba 60’ | Marcatori | 16’ Everton 67’ (rig.) Pizzi |

| Arbitro: | José María Sánchez Martínez |

|  |           |                    |
|  | Marcatori | 31’ Itten 72’ Hagi |

### Gruppo E
| Squadra | Pt | G | V | N | P | GF | GS | DG |
| ------- | -- | - | - | - | - | -- | -- | -- |
| PSV     | 12 | 6 | 4 | 0 | 2 | 12 | 9  | +3 |
| Granada | 11 | 6 | 3 | 2 | 1 | 6  | 3  | +3 |
| PAOK    | 6  | 6 | 1 | 3 | 2 | 8  | 7  | +1 |
| Omonia  | 4  | 6 | 1 | 1 | 4 | 5  | 12 | -7 |

| Arbitro: | Felix Zwayer |

|             |           |                       |
| Götze 45+1’ | Marcatori | 57’ Molina 66’ Machís |

| Arbitro: | Bobby Madden |

|          |           |              |
| Murg 56’ | Marcatori | 16’ Bauthéac |

| Arbitro: | Donatas Rumšas |

|           |           |                  |
| Gómez 29’ | Marcatori | 40’, 90+2’ Malen |

| Granada 29 ottobre 2020, ore 21:00 CET 2ª giornata | Granada       | 0 – 0 referto | PAOK | Nuevo Estadio de Los Cármenes (0 spett.)\| Arbitro: \| Tiago Martins \| |
| Arbitro:                                           | Tiago Martins |               |      |                                                                         |

| Arbitro: | Daniel Stefański |

|                                         |           |            |
| Schwab 47’ Živković 56’, 66’ Tzolīs 58’ | Marcatori | 21’ Zahavi |

| Arbitro: | Ivan Bebek |

|  |           |                       |
|  | Marcatori | 4’ Herrera 63’ Suárez |

| Arbitro: | Andris Treimanis |

|                                 |           |                      |
| Gakpo 20’ Madueke 51’ Malen 53’ | Marcatori | 4’ Varela 13’ Tzolīs |

| Arbitro: | Stéphanie Frappart |

|                    |           |            |
| Suárez 8’ Soro 73’ | Marcatori | 60’ Asante |

| Arbitro: | Roi Reinshreiber |

|  |           |           |
|  | Marcatori | 38’ Malen |

| Arbitro: | Craig Pawson |

|                               |           |            |
| Kakoullīs 9’ Gómez 84’ (rig.) | Marcatori | 39’ Tzolīs |

| Arbitro: | Kevin Clancy |

|                                                  |           |  |
| Malen 35’ Dumfries 63’ (rig.) Piroe 90+1’, 90+3’ | Marcatori |  |

| Salonicco 10 dicembre 2020, ore 18:55 CET 6ª giornata | PAOK        | 0 – 0 referto | Granada | Stadio Toumba (0 spett.)\| Arbitro: \| John Beaton \| |
| Arbitro:                                              | John Beaton |               |         |                                                       |

### Gruppo F
| Squadra       | Pt | G | V | N | P | GF | GS | DG |
| ------------- | -- | - | - | - | - | -- | -- | -- |
| Napoli        | 11 | 6 | 3 | 2 | 1 | 7  | 4  | +3 |
| Real Sociedad | 9  | 6 | 2 | 3 | 1 | 5  | 4  | +1 |
| AZ Alkmaar    | 8  | 6 | 2 | 2 | 2 | 7  | 5  | +2 |
| Rijeka        | 4  | 6 | 1 | 1 | 4 | 6  | 12 | -6 |

| Arbitro: | Daniel Stefański |

|  |           |            |
|  | Marcatori | 57’ de Wit |

| Arbitro: | Bartosz Frankowski |

|  |           |                |
|  | Marcatori | 90+3’ Bautista |

| Arbitro: | Craig Pawson |

|  |           |              |
|  | Marcatori | 56’ Politano |

| Arbitro: | Sergej Ivanov |

|                                                         |           |               |
| Koopmeiners 6’ (rig.) Guðmundsson 20’, 60’ Karlsson 51’ | Marcatori | 72’ Kulenović |

| Arbitro: | John Beaton |

|           |           |  |
| Portu 58’ | Marcatori |  |

| Arbitro: | Mattias Gestranius |

|           |           |                            |
| Murić 13’ | Marcatori | 43’ Demme 62’ (aut.) Braut |

| Arbitro: | Halis Özkahya |

|                                 |           |  |
| Anastasio 41’ (aut.) Lozano 75’ | Marcatori |  |

| Alkmaar 26 novembre 2020, ore 21:00 CET 4ª giornata | AZ Alkmaar         | 0 – 0 referto | Real Sociedad | AFAS Stadion (0 spett.)\| Arbitro: \| Aleksandar Stavrev \| |
| Arbitro:                                            | Aleksandar Stavrev |               |               |                                                             |

| Arbitro: | Ruddy Buquet |

|          |           |            |
| Indi 54’ | Marcatori | 6’ Mertens |

| Arbitro: | João Pinheiro |

|                          |           |                         |
| Bautista 69’ Monreal 79’ | Marcatori | 38’ Velkoski 73’ Lončar |

| Arbitro: | Orel Grinfeld |

|               |           |                    |
| Zieliński 35’ | Marcatori | 90+2’ Willian José |

| Arbitro: | Sergej Karasëv |

|                          |           |             |
| Menalo 52’ Tomečak 90+3’ | Marcatori | 57’ Wijndal |

### Gruppo G
| Squadra        | Pt | G | V | N | P | GF | GS | DG |
| -------------- | -- | - | - | - | - | -- | -- | -- |
| Leicester City | 13 | 6 | 4 | 1 | 1 | 14 | 5  | +9 |
| Braga          | 13 | 6 | 4 | 1 | 1 | 14 | 10 | +4 |
| Zorja          | 6  | 6 | 2 | 0 | 4 | 6  | 11 | -5 |
| AEK Atene      | 3  | 6 | 1 | 0 | 5 | 7  | 15 | -8 |

| Arbitro: | Ruddy Buquet |

|                                   |           |  |
| Galeno 44’ Paulinho 78’ Horta 88’ | Marcatori |  |

| Arbitro: | Stéphanie Frappart |

|                                       |           |  |
| Maddison 29’ Barnes 45’ Iheanacho 67’ | Marcatori |  |

| Arbitro: | Harald Lechner |

|              |           |                                |
| Tanković 49’ | Marcatori | 18’ (rig.) Vardy 39’ Choudhury |

| Arbitro: | Giorgi Kruashvili |

|                  |           |                        |
| Ivanisenja 90+6’ | Marcatori | 4’ Paulinho 11’ Gaitán |

| Arbitro: | Bas Nijhuis |

|                                           |           |  |
| Iheanacho 21’, 48’ Praet 67’ Maddison 78’ | Marcatori |  |

| Arbitro: | William Collum |

|              |           |                                          |
| Kočerhin 81’ | Marcatori | 7’ Tanković 34’ Mantalos 54’, 81’ Livaja |

| Arbitro: | Daniele Orsato |

|                                            |           |                                  |
| Elmusrati 4’ Paulinho 24’ Fransérgio 90+1’ | Marcatori | 9’ Barnes 79’ Thomas 90+5’ Vardy |

| Arbitro: | Aliyar Aghayev |

|  |           |                                            |
|  | Marcatori | 61’ Hromov 76’ Kabajev 86’ (rig.) Jurčenko |

| Arbitro: | Georgi Kabakov |

|                                    |           |                                            |
| Oliveira 31’ Vasilantōnopoulos 89’ | Marcatori | 8’ Tormena 10’ Esgaio 45’ Horta 83’ Galeno |

| Arbitro: | Espen Eskås |

|                  |           |  |
| Sayyadmanesh 84’ | Marcatori |  |

| Arbitro: | Daniel Stefański |

|                                |           |  |
| Abu Hanna 61’ (aut.) Horta 68’ | Marcatori |  |

| Arbitro: | Lawrence Visser |

|                      |           |  |
| Ünder 12’ Barnes 14’ | Marcatori |  |

### Gruppo H
| Squadra      | Pt | G | V | N | P | GF | GS | DG |
| ------------ | -- | - | - | - | - | -- | -- | -- |
| Milan        | 13 | 6 | 4 | 1 | 1 | 12 | 7  | +5 |
| Lilla        | 11 | 6 | 3 | 2 | 1 | 14 | 8  | +6 |
| Sparta Praga | 6  | 6 | 2 | 0 | 4 | 10 | 12 | -2 |
| Celtic       | 4  | 6 | 1 | 1 | 4 | 10 | 19 | -9 |

| Arbitro: | Matej Jug |

|                 |           |                                 |
| Elyounoussi 76’ | Marcatori | 14’ Krunić 42’ Díaz 90+2’ Hauge |

| Arbitro: | Duje Strukan |

|            |           |                                  |
| Dočkal 47’ | Marcatori | 45+1’, 60’, 75’ Yazıcı 66’ Ikoné |

| Arbitro: | Halis Özkahya |

|                                    |           |  |
| Díaz 24’ Rafael Leão 57’ Dalot 67’ | Marcatori |  |

| Arbitro: | Aleksandar Stavrev |

|                     |           |                      |
| Çelik 67’ Ikoné 75’ | Marcatori | 28’, 33’ Elyounoussi |

| Arbitro: | István Kovács |

|               |           |                                |
| Griffiths 65’ | Marcatori | 26’, 45’, 77’ Juliš 90’ Krejčí |

| Arbitro: | Bartosz Frankowski |

|  |           |                             |
|  | Marcatori | 22’ (rig.), 55’, 58’ Yazıcı |

| Arbitro: | Tobias Stieler |

|                                         |           |             |
| Hancko 26’ Juliš 38’, 80’ Plavšić 90+4’ | Marcatori | 15’ Édouard |

| Arbitro: | Craig Pawson |

|           |           |                |
| Bamba 65’ | Marcatori | 46’ Castillejo |

| Arbitro: | Ricardo de Burgos Bengoechea |

|                                                  |           |                      |
| Çalhanoğlu 24’ Castillejo 26’ Hauge 50’ Díaz 82’ | Marcatori | 7’ Rogić 14’ Édouard |

| Arbitro: | Javier Estrada Fernández |

|                 |           |               |
| Yılmaz 80’, 84’ | Marcatori | 71’ Krejčí II |

| Arbitro: | Fabio Verissimo |

|                                              |           |                    |
| Jullien 22’ McGregor 28’ (rig.) Turnbull 75’ | Marcatori | 24’ Ikoné 71’ Weah |

| Arbitro: | Daniel Siebert |

|  |           |           |
|  | Marcatori | 23’ Hauge |

### Gruppo I
| Squadra          | Pt | G | V | N | P | GF | GS | DG  |
| ---------------- | -- | - | - | - | - | -- | -- | --- |
| Villarreal       | 16 | 6 | 5 | 1 | 0 | 17 | 5  | +12 |
| Maccabi Tel Aviv | 11 | 6 | 3 | 2 | 1 | 6  | 7  | -1  |
| Sivasspor        | 6  | 6 | 2 | 0 | 4 | 9  | 11 | -2  |
| Qarabağ          | 1  | 6 | 0 | 1 | 5 | 4  | 13 | -9  |

| Arbitro: | Paweł Raczkowski |

|                                               |           |                                    |
| Kubo 13’ Bacca 20’ Foyth 57’ Alcácer 74’, 78’ | Marcatori | 33’ Kayode 43’ Yatabaré 64’ Gradel |

| Arbitro: | John Beaton |

|           |           |  |
| Cohen 10’ | Marcatori |  |

| Arbitro: | Pavel Orel |

|           |           |                                    |
| Owusu 78’ | Marcatori | 80’ Pino 84’, 90+5’ (rig.) Alcácer |

| Arbitro: | Irfan Peljto |

|            |           |                             |
| Kayode 55’ | Marcatori | 69’ (rig.) Biton 74’ Peretz |

| Arbitro: | Sandro Schärer |

|                          |           |  |
| Osmanpaşa 11’ Kayode 88’ | Marcatori |  |

| Arbitro: | Nikola Dabanović |

|                                       |           |  |
| Bacca 4’, 52’ Álex Baena 71’ Niño 81’ | Marcatori |  |

| Arbitro: | Tiago Martins |

|           |           |           |
| Pešić 47’ | Marcatori | 45’ Baena |

| Arbitro: | Jakob Kehlet |

|                     |           |                                 |
| Zoubir 8’ Matić 51’ | Marcatori | 40’ (rig.), 79’ Koné 58’ Kayode |

| Arbitro: | Robert Hennessy |

|            |           |                  |
| Romero 37’ | Marcatori | 22’ (rig.) Cohen |

| Arbitro: | Duje Strukan |

|  |           |               |
|  | Marcatori | 75’ Chukwueze |

| Vila-real 10 dicembre 2020, ore 21:00 CET 6ª giornata | Villarreal     | 3 – 0 (tav.) referto | Qarabağ | Stadio della Ceramica\| Arbitro: \| Mykola Balakin \| |
| Arbitro:                                              | Mykola Balakin |                      |         |                                                       |

| Arbitro: | Andris Treimanis |

|             |           |  |
| Saborit 67’ | Marcatori |  |

### Gruppo J
| Squadra   | Pt | G | V | N | P | GF | GS | DG  |
| --------- | -- | - | - | - | - | -- | -- | --- |
| Tottenham | 13 | 6 | 4 | 1 | 1 | 15 | 5  | +10 |
| Anversa   | 12 | 6 | 4 | 0 | 2 | 8  | 5  | +3  |
| LASK      | 10 | 6 | 3 | 1 | 2 | 11 | 12 | -1  |
| Ludogorec | 0  | 6 | 0 | 0 | 6 | 7  | 19 | -12 |

| Arbitro: | Mohammed Al-Hakim |

|                                      |           |  |
| Moura 18’ Andrade 27’ (aut.) Son 84’ | Marcatori |  |

| Arbitro: | Roi Reinshreiber |

|           |           |                          |
| Marín 46’ | Marcatori | 63’ Gerkens 70’ Refaelov |

| Arbitro: | Javier Estrada Fernández |

|                                                 |           |                           |
| Balić 2’ Gruber 12’ Raguž 35’ Verdon 56’ (aut.) | Marcatori | 15’, 67’, 74’ (rig.) Manu |

| Arbitro: | Maurizio Mariani |

|              |           |  |
| Refaelov 29’ | Marcatori |  |

| Arbitro: | Fran Jović |

|            |           |                                 |
| Keșerü 50’ | Marcatori | 13’ Kane 33’ Moura 62’ Lo Celso |

| Arbitro: | Jevhen Aranovs'kyj |

|  |           |               |
|  | Marcatori | 55’ Eggestein |

| Arbitro: | Donatas Rumšas |

|  |           |                          |
|  | Marcatori | 53’ Refaelov 83’ Gerkens |

| Arbitro: | Giorgi Kruashvili |

|                                       |           |  |
| Vinícius 16’, 34’ Winks 63’ Moura 73’ | Marcatori |  |

| Arbitro: | Paweł Raczkowski |

|                                          |           |                                           |
| Michorl 42’ Eggestein 84’ Karamoko 90+3’ | Marcatori | 45+2’ (rig.) Bale 56’ Son 87’ (rig.) Alli |

| Arbitro: | Pavel Orel |

|                                   |           |              |
| Hongla 19’ De Laet 72’ Benson 87’ | Marcatori | 53’ Despodov |

| Arbitro: | Jesús Gil Manzano |

|                           |           |  |
| Vinícius 57’ Lo Celso 71’ | Marcatori |  |

| Arbitro: | Vitali Meshkov |

|          |           |                                            |
| Manu 46’ | Marcatori | 56’ Wiesinger 62’ (rig.) Renner 67’ Madsen |

### Gruppo K
| Squadra         | Pt | G | V | N | P | GF | GS | DG |
| --------------- | -- | - | - | - | - | -- | -- | -- |
| Dinamo Zagabria | 14 | 6 | 4 | 2 | 0 | 9  | 1  | +8 |
| Wolfsberger     | 10 | 6 | 3 | 1 | 2 | 7  | 6  | +1 |
| Feyenoord       | 5  | 6 | 1 | 2 | 3 | 4  | 8  | -4 |
| CSKA Mosca      | 3  | 6 | 0 | 3 | 3 | 3  | 8  | -5 |

| Zagabria 22 ottobre 2020, ore 21:00 CEST 1ª giornata | Dinamo Zagabria    | 0 – 0 referto | Feyenoord | Stadio Maksimir (1 271 spett.)\| Arbitro: \| Mattias Gestranius \| |
| Arbitro:                                             | Mattias Gestranius |               |           |                                                                    |

| Arbitro: | Sascha Stegemann |

|                   |           |          |
| Liendl 42’ (rig.) | Marcatori | 5’ Gaich |

| Mosca 29 ottobre 2020, ore 18:55 CET 2ª giornata | CSKA Mosca    | 0 – 0 referto | Dinamo Zagabria | Arena CSKA (6 411 spett.)\| Arbitro: \| Radu Petrescu \| |
| Arbitro:                                         | Radu Petrescu |               |                 |                                                          |

| Arbitro: | Srđan Jovanović |

|              |           |                                                       |
| Berghuis 54’ | Marcatori | 4’ (rig.), 13’ (rig.), 60’ Liendl 66’ (rig.) Joveljić |

| Arbitro: | Jérôme Brisard |

|              |           |  |
| Atiemwen 76’ | Marcatori |  |

| Arbitro: | Roi Reinshreiber |

|                                   |           |                   |
| Haps 63’ Kökçü 71’ Geertruida 72’ | Marcatori | 80’ (aut.) Senesi |

| Mosca 26 novembre 2020, ore 18:55 CET 4ª giornata | CSKA Mosca    | 0 – 0 referto | Feyenoord | Arena CSKA (5 407 spett.)\| Arbitro: \| Kristo Tohver \| |
| Arbitro:                                          | Kristo Tohver |               |           |                                                          |

| Arbitro: | Serhiy Boiko |

|  |           |                                       |
|  | Marcatori | 60’ Majer 75’ Petković 90+1’ Ivanušec |

| Arbitro: | Nikola Dabanović |

|  |           |              |
|  | Marcatori | 22’ Vizinger |

| Arbitro: | Chris Kavanagh |

|  |           |                                 |
|  | Marcatori | 45+5’ (rig.) Petković 53’ Majer |

| Arbitro: | Tiago Martins |

|                                     |           |               |
| Gvardiol 28’ Oršić 41’ Kastrati 75’ | Marcatori | 77’ Bistrović |

| Arbitro: | Paweł Raczkowski |

|              |           |  |
| Joveljić 31’ | Marcatori |  |

### Gruppo L
| Squadra        | Pt | G | V | N | P | GF | GS | DG  |
| -------------- | -- | - | - | - | - | -- | -- | --- |
| Hoffenheim     | 16 | 6 | 5 | 1 | 0 | 17 | 2  | +15 |
| Stella Rossa   | 11 | 6 | 3 | 2 | 1 | 9  | 4  | +5  |
| Slovan Liberec | 7  | 6 | 2 | 1 | 3 | 4  | 13 | -9  |
| Gent           | 0  | 6 | 0 | 0 | 6 | 4  | 15 | -11 |

| Arbitro: | Alejandro Hernández Hernández |

|                              |           |  |
| Baumgartner 64’ Dabour 90+3’ | Marcatori |  |

| Arbitro: | Manuel Schüttengruber |

|           |           |  |
| Helal 29’ | Marcatori |  |

| Arbitro: | Sandro Schärer |

|                   |           |                                                               |
| Kleindienst 90+3’ | Marcatori | 36’ (rig.) Belfodil 52’ Grillitsch 73’ Gaćinović 90+4’ Dabour |

| Arbitro: | Fabio Verissimo |

|                                                          |           |              |
| Ben Nabouhane 7’, 22’ Gajić 50’ Katai 67’ Falcinelli 70’ | Marcatori | 41’ Matoušek |

| Arbitro: | Michael Fabbri |

|                     |           |                  |
| Kanga 12’ Katai 59’ | Marcatori | 31’ Odjidja-Ofoe |

| Arbitro: | Sergej Karasëv |

|                                                 |           |  |
| Dabour 22’, 30’ Grillitsch 59’ Adamyan 71’, 76’ | Marcatori |  |

| Arbitro: | Filip Glova |

|  |           |                           |
|  | Marcatori | 2’ Petrović 58’ Milunović |

| Arbitro: | Jérôme Brisard |

|  |           |                                     |
|  | Marcatori | 77’ Baumgartner 89’ (rig.) Kramarić |

| Arbitro: | Kateryna Monzul |

|              |           |                       |
| Jaremčuk 60’ | Marcatori | 32’ Mara 55’ Kačaraba |

| Belgrado 3 dicembre 2020, ore 18:55 CET 5ª giornata | Stella Rossa | 0 – 0 referto | Hoffenheim | Stadio Rajko Mitić (0 spett.)\| Arbitro: \| Bobby Madden \| |
| Arbitro:                                            | Bobby Madden |               |            |                                                             |

| Arbitro: | Anastasios Papapetrou |

|                                      |           |             |
| Beier 21’, 49’ Skov 26’ Kramarić 64’ | Marcatori | 81’ Fortuna |

| Liberec 10 dicembre 2020, ore 21:00 CET 6ª giornata | Slovan Liberec     | 0 – 0 referto | Stella Rossa | Stadio u Nisy (0 spett.)\| Arbitro: \| Mattias Gestranius \| |
| Arbitro:                                            | Mattias Gestranius |               |              |                                                              |